# ساختمان اداره برق بابلسر
اداره برق بابلسر مربوط به دوره پهلوی اول است و در بابلسر، جنب شورای شهر بابلسر واقع شده و این اثر در تاریخ ۷ اسفند ۱۳۸۶ با شمارهٔ ثبت ۲۱۵۷۰ به‌عنوان یکی از آثار ملی ایران به ثبت رسیده است.